# 2019 a kriminalisztikában
Ez a lap 2019 jelentősebb bűnügyeit és pereit, illetve azokkal kapcsolatos információkat sorol fel.

## Események

### Január

#### Január 1. – január 15.
- január 1. – Japán: 9 ember megsérült, amikor egy autós a járókelők közé hajtott Tokióban. Az elkövető a saját maga által is terrorcselekménynek nevezett tettét a halálbüntetés eltörlése miatti tiltakozásul hajtotta végre.[1]

- január 3.
  - Szaúd-Arábia: A tárgyalás első napján a szaúdi ügyészség halálbüntetést kért a 2018 októberében meggyilkolt Dzsamál Hasogdzsi újságíró gyilkosaira. Az ügyben 11 embert tartóztattak le, közülük ötre kérték a legmagasabb büntetést.[2]

- - Kína: Kivégezték Kao Cseng-jungot, a „kínai Hasfelmetsző Jack” néven elhíresült gyilkost, aki 1998 és 2002 között 18 nőt ölt meg.[3]
- január 4. – Olaszország: Bari közelében rablók égő kamionokkal állták el egy pénzszállító útját, hogy elrabolhassanak körülbelül 2 millió eurót.[4]
- január 5. – USA: Lövöldözés tört ki a kaliforniai Torrance-ban egy helyi bowlingklubban. Hárman meghaltak, négyen megsebesültek.[5]
- január 7.
  - USA: Az amerikai legfelsőbb bíróság döntése szerint nem folytatható le amerikai bíróságokon az a per, melyet a Herzog-örökösök kívántak indítani a magyar állammal szemben a II. világháború alatt a magyar múzeumokba került műtárgyak visszaadásáért.[6]
  - Németország: Két ember őrizetbe vettek Heilbronnban és Hessen tartományban egy több száz politikust, művészt, sportolót érintő adatlopási ügyben.[7][8]
  - Magyarország: Letartóztattak egy 45 éves százhalombattai férfit, akit 2010-ben 13 év fegyházra ítéltek gyilkosságért, de a büntetés megkezdése előtt külföldre szökött. 2012-ben hamis iratokkal hazatért és marihuána-termesztésbe fogott.[9]
  - Kína: Pinghsziangban kivégezték azt a férfit, aki 2018 januárjában 12 óvodás gyereket késelt meg.[10]
  - USA: Bíróság elé állt Kevin Spacey színész, akit egy 2016-ban történt szexuális zaklatással vádolnak.[11]
- január 8.
  - USA: Kegyelmet kapott Cyntoia Brown 31 éves nő, aki prostituáltként dolgozva 16 évesen megölte egy kliensét és ezért életfogytiglani börtönbüntetést kapott. 15 évnyi raboskodás után több ismert ember is felszólalt szabadon bocsátásáért, többek között Rihanna és Kim Kardashian.[12]
  - Szerbia: Körözést adtak ki a vajdasági magyar Dér Csaba ellen, aki megölte Nebojša Markovićot a nyílt utcán. A férfi korábban már büntetve volt gyilkosságért.[13]
  - Venezuela: Az USA Pénzügyminisztériuma szankciókat hozott Venezuela ellen, mivel szerintük Raúl Gorrín sajtómágnás több milliárd amerikai dollárral károsította meg a venezuelai államkasszát, a gyanú szerint a pénzt korrupcióval és pénzmosással szerezte, amiben állami segítői is voltak.[14]
- január 10. – Németország: Megkezdődött a pere annak a négy vádlottnak, akik 2017-ben talicskán loptak el egy 3,6 millió eurót érő 100 kg-os arany pénzérmét a berlini Bode Múzeumból. Az érme nem került elő, szakértők szerint valószínűleg beolvasztották.[15]
- január 11.
  - Lengyelország: Kémkedés gyanújával letartóztattak egy kínai és egy lengyel állampolgárt. Mivel a kínai gyanúsított a Huawei cég alkalmazottja, a cég lengyelországi központjában házkutatást tartottak, akár csak az Orange távközlési cégnél és a lengyel Elektronikus Távközlési Hivatalban.[16]
  - Magyarország: A Budapest Környéki Törvényszék 20 év fegyházban letöltendő szabadságvesztésre ítélte H. Tündét, aki 2015-ben diótörő kalapáccsal megölt egy idős házaspárt Érden.[17]
  - Magyarország: Négy tonna hamisított Lego játékot foglaltak le a Liszt Ferenc nemzetközi repülőtéren.[18]
- január 12. – Ecuador: 18-an meghaltak, amikor Guayaquilben egy alkoholelvonó-intézetben a bentlakók tüzet gyújtottak, hogy megszökhessenek.[19]
- január 13.
  - Lengyelország: Megkéselték Paweł Adamowiczot, Gdańsk polgármesterét, akit életveszélyes állapotban szállítottak kórházba.[20]
  - Brazília: Bolíviában elfogták Cesare Battisti olasz terroristát, akit az 1970-es években életfogytiglani börtönbüntetésre ítéltek, de 1981-ben Brazíliába szökött, ahol menedékjogot kapott. 2018-ban elrendelték letartóztatását, de nem találták nyomát. Bolíviai elfogása után visszavitték Brazíliába, ahol a kiadatását kérték Olaszország számára.[21]

- január 14.
  - Magyarország: Őrizetbe vették F. Árpád szentendrei lakost és 4 társát bűnszövetkezetben elkövetett kábítószer-kereskedelem miatt.[22]
  - Brazília: Kiadták és Olaszországba szállították az előzőleg Bolíviában elfogott, 1981 óta körözött terroristát, Cesare Battistit.[23]
  - Csehország: Terrortámadások miatt 4 év börtönre ítélték Jaromír Balda cseh nyugdíjast, aki többször is vonatszerencsétlenséget kívánt előidézni, miközben a gyanút bevándorolókra akarta terelni.[24]
  - Lengyelország: Elhunyt az előző nap megkéselt gdański polgármester, Paweł Adamowicz.[25]
  - Kína: Halálraítéltek egy kanadai állampolgárt, Robert Lloyd Schellenberget drogcsempészet vádja miatt Talienben. Az ítélet tovább növelte a két ország közötti diplomáciai feszültséget, ami azért alakult ki, mert Kanadában az USA kérésére 2018 végén letartóztatták a Huawei cég egyik vezetőjét, amire válaszul Kína is letartóztatott két kanadait a nemzetbiztonság veszélyeztetése miatt.[26]
  - Spanyolország: Murcia tartományban őrizetbe vettek 182 személyt, akik ellen állatokkal szembeni kegyetlen bánásmód miatt emeltek vádat, mivel részt vettek egy kakasviadalon. A helyszínen 6 elpusztult és 97 élő állatot is találtak, valamint fogadásokból származó 300000 euró készpénzt.[27]
- január 15.
  - Magyarország: Első ízben ítéltek jogerősen 1 év szabadságvesztésre egy vádlottat, aki engedély nélkül továbbította  magyar nyelvű tévécsatorna műsorjelét az interneten.[28]
  - Kenya: Terrortámadás érte a Nairobi központjában lévő DusitD2 épületet, melyben luxusszálloda és bevásárlóközpont is üzemel. A támadásban több mint 20-an haltak meg, 700 személyt evakuáltak. A támadást az al-Sabáb terrorszervezet vállalta.[29][30]

#### Január 16.–január 31.
- január 16.
  - Ausztrália: 8 embert őrizetbe vettek Melbourne-ben, akiket azzal gyanúsítanak, hogy a Malindo Air légitársaság alkalmazottjaiként drogot csempésztek Malajziából Ausztráliába.[31]
  - Kína: Kanada hivatalosan kegyelmet kért a drogcsempészésért január 14-én halálra ítélt állampolgára számára.[32]
  - Törökország: Nemzetközi elfogatóparancsot adtak ki Enes Kanter a New York Kicks kosárlabdacsapat tagja ellen azzal a váddal, hogy a férfi kapcsolatban áll olyan fegyveres csoportokkal, akik megpróbálták megpuccsolni Recep Tayyip Erdoğan török elnököt.[33]
  - Magyarország:
    - Vád alá helyezték P. Istvánt, akit a Vonzás Törvénye egyház főpapjaként piramisjáték szervezésével vádolnak.[34]
    - Vádat emeltek 4 ember ellen, akiket azzal gyanúsítanak, hogy segítettek elrejteni egy 2009-ben elkövetett lopásból származó 650 millió forintot.[35]

  - Albánia: Saranda városban őrizetbe vették Klement Balilit, az albán drogmaffia vezetőjét.[36]
- január 17.
  - Magyarország: Budapesten letartóztatták Rui Pinto portugál állampolgárt, akit azzal vádolnak, hogy a Football Leaks weblapján illegálisan szerzett, labdarúgással kapcsolatos információkat tett közzé.[37]
  - Pert indított az Esterházy család ausztriai alapítványa Magyarország ellen a 20. század elején a fraknói várból Budapestre átszállított 260 műtárgyért.[38]
- január 18. – Magyarország: Budapesten kommandósok segítségével számoltak fel egy többszáz millió forintos költségvetési kárt okozó számlagyárat.[39]
- január 20. – USA: Oregon államban egy férfi megölte feleségét, anyját, apját és kilenchónapos gyerekét. A rendőrség a tettest a  helyszínen lelőtte.[40]
- január 21. – Franciaország: Nemi erőszak vádjával Párizsban letartóztatták Chris Brown amerikai énekest.[41]
- január 22. – Spanyolország: 21 millió dollár megfizetésére kötelezték Cristiano Ronaldo futballistát adócsalás miatt. A bírság befizetésével mentesül attól, hogy két évre börtönbe kelljen vonulnia.[42]
- január 23. – USA: Egy floridai bankban 5 embert megölt és túszokat ejtett egy támadó, aki később megadta magát.[43]
- január 24.
  - Ukrajna: 13 év börtönre ítélték a korábbi ukrán államfőt, Viktor Janukovicsot hazaárulás és háború kirobbantásában való bűnsegédlet miatt.[44]
  - Nagy-Britannia: Letartóztatták Aboubakar Kamarát, a Fulham FC labdarúgóját verekedés miatt.[45]
- január 25. – Magyarország: A Pesti Központi Kerületi Bíróságon megkezdődött M. Richárd pere, akit két ügyben is vádolnak: egy budapesti Dózsa György úti halálos baleset, és egy testi sértés miatt.[46]
- január 27. – Fülöp-szigetek: Pokolgép robbant Sulu tartománybeli Jolóban egy mise alatt. Több mint húszan meghaltak és több mint 70-en megsebesültek.[47]
- január 26.
  - USA:
    - St. Louis-ban meghalt egy rendőrnő egy orosz rulettes játék következtében, ami során egy kollégája lelőtte.[48]
    - Streetsboróban 7 év börtönre ítéltek egy 13 éves fiút, mert lelőtte 2 évvel fiatalabb öccsét.[49]
- január 28.
  - Kína: 4 és fél év börtönre ítélték Vang Csuan-csang emberi jogi ügyvédet, akit az államrend megdöntésére tett felforgató tevékenységgel vádoltak.[50]
  - Szlovénia: Lemondott Dejan Presicek kulturális miniszter, miután 74 esetben tettek ellene panaszt munkahelyi zaklatás miatt. Az egyik áldozat öngyilkosságot követett el a zaklatások miatt.[51]
- január 29.
  - Magyarország:
    - Gyilkosság áldozata lett egy 49 éves férfi a budapesti István utcai lakásában. A bűntettel B. János Norbertet gyanúsítják, aki az áldozat albérlője volt 3 társával együtt. A lakásban tűz is keletkezett.[52]
    - Letöltendő börtönbüntetést kapott az a férfi, aki 2012 és 2016 között 760 alkalommal bliccelt a MÁV Budapest–Újszász–Szolnok-vasútvonalán, ezzel 11 millió forintos kárt okozva a társaságnak.[53]

  - USA: Őrizetbe vették Roger Stone-t, Donald Trump amerikai elnök korábbi tanácsadóját, akit az igazságszolgáltatás akadályozásával, hamis tanúzással és tanúk befolyásolásával vádolnak.[54]
- január 30.
  - Kína: Hétmillió jüanra, (kb. 290 millió forintra) bírságoltak a Shanghai Huarui Chemical Group vállalatot, amiért még 2008-ban 122 tonna veszélyes ipari hulladékot temetett el egy sanghaji lakónegyedben.[55]
  - Magyarország: Megkezdődött a pere annak a 62 éves vádlottnak, aki 2018-ban késsel megölt egy családgondozót Inárcson.[56]
  - India: Hat férfit őrizetbe vettek, mivel a gyanú szerint megöltek egy asszonyt és négy gyereket, mivel boszorkányoknak hitték őket.[57]
  - Románia: Három év börtönbüntetésre ítélték a Hexi Pharma vállalat igazgatóját, Flori Dinut, Mihal Leva termelési vezetőt pedig 3 év és 8 hónapra, mivel a vád szerint kórházi fertőtlenítőszereket hamisítottak. A bíróság a cég felszámolását is elrendelte.[58]
  - Németország: 3 férfit fogott el a rendőrség egy kempingben az észak-rajna-vesztfáliai Lüdgében, akik 2008 óta legalább 23 gyereket bántalmaztak szexuálisan és kiskorúakról készítettek pornográf felvételeket.[59]
- január 31.
  - Magyarország:A Debreceni Törvényszék katonai tanácsa 13 vádlottat börtönbüntetésre ítélt, négyet pedig felmentett abban az ügyben, ahol a vád bűnszövetségben, üzletszerűen elkövetett vesztegetés és más bűncselekmények voltak. Az vádlottak között két dandártábornok volt.[60]
  - Olaszország: 2 nap alatt összesen 2,5 tonna kokaint foglalt le a rendőrség két különböző olasz városban, az eset az elmúlt 25 év legnagyobb kábítószerfogása az országban.[61]

### Február
- február 1.
  - Magyarország: A rendőrség elfogott két fiatalt, akiket azzal vádolnak, szándékosan gyújtották fel január 23-án a budapesti Markusovszky téren álló kollégium épületét, és ezzel egy ember halálát okozták.[62]
  - Grúzia: 16 embert letartóztattak politikusokat és egyéb közéleti személyiségeket ábrázoló intim felvételek birtoklása és terjesztése miatt.[63]

### Március
- március 8.
  - Magyarország: Szekszárdon megöltek egy 6 éves kislányt, Kalányos Leonettát. A gyanú szerint a 19 éves Kalányos Dániel az elkövető.
- március 15.
  - Új-Zéland: körülbelül 80 halottat számláló terrortámadás történik Christchurch két mecsetében. A merénylők egyike egy ausztrál férfi volt.